# From Russia with Love (Lied)
From Russia with Love (englisch für ‚Aus Russland mit Liebe‘) ist ein Lied von Matt Monro aus dem Jahr 1963, das von Lionel Bart geschrieben sowie von John Barry produziert wurde. Das Stück ist der Titelsong des gleichnamigen Films From Russia with Love, auf Deutsch erschienen als James Bond 007 – Liebesgrüße aus Moskau mit Sean Connery in der Hauptrolle.

## Hintergrund
Die Filmmusik zu dem Film From Russia with Love wurde von John Barry geschrieben und komponiert. Es handelte sich dabei um den zweiten offiziellen James-Bond-Film und damit zugleich um den Zweiten, in dem Sean Connery die Hauptrolle als ‚James Bond‘ spielte. Den gleichnamigen Titelsong schrieb der britische Musical-Komponist Lionel Bart, eingesungen wurde er von dem britischen Sänger Matt Monro und John Barry produzierte mit dem Soundtrack auch das Lied.

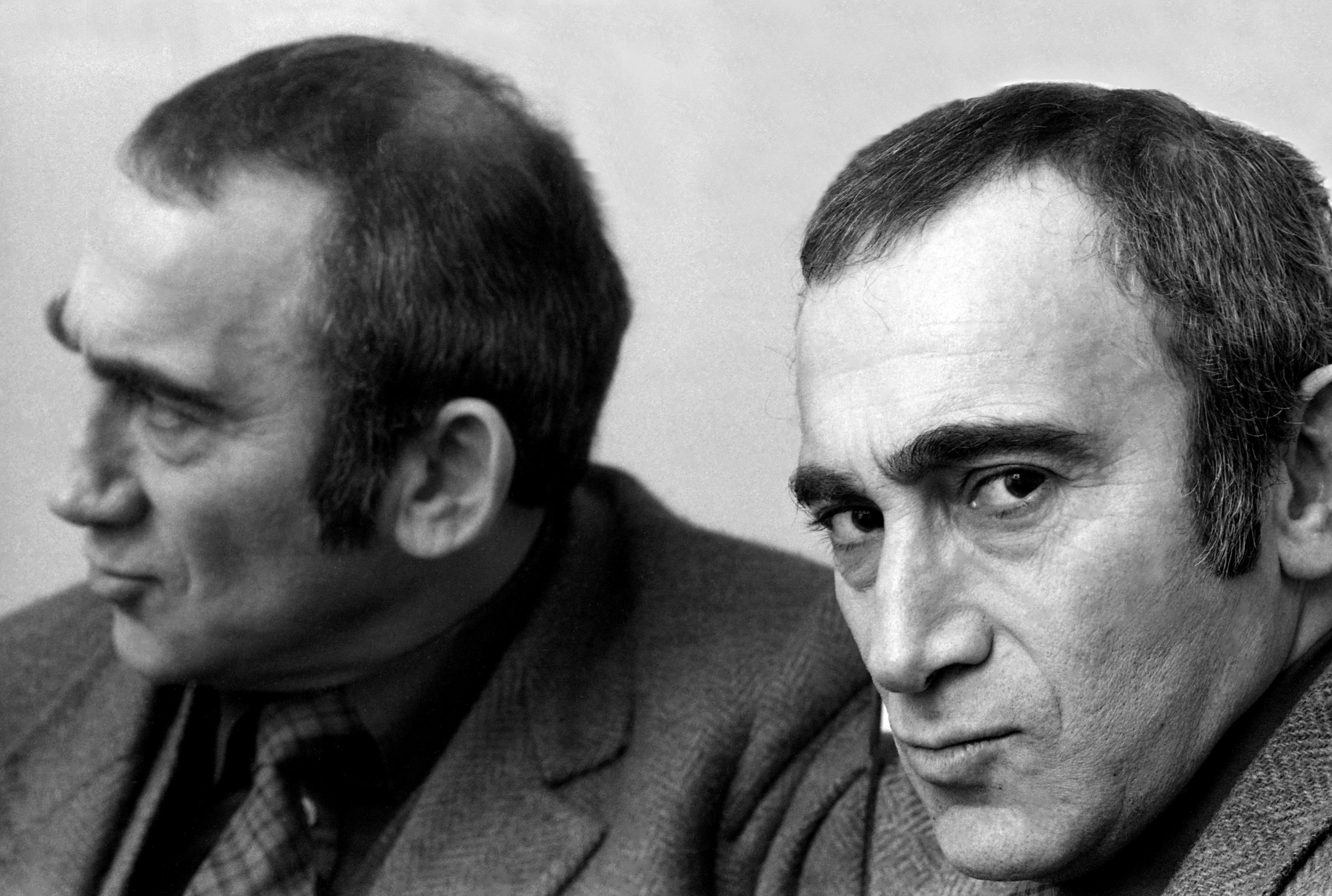
Lionel Bart, 1973

Durch seine Arbeit am Arrangement von Monty Normans James Bond Theme zum ersten offiziellen James-Bond-Film James Bond – 007 jagt Dr. No konnte John Barry die Produzenten Albert R. Broccoli und Harry Saltzman sowie den Regisseur Terence Young von seiner Arbeit überzeugen und wurde von diesen auch für die Musik zu From Russia with Love beauftragt. Anders als bei Dr. No, wo die Musik eigentlich nur als Begleitung geplant war und dann überraschend erfolgreich war, wurde die Musik für den neuen Film direkt auch zur Werbung für den Film eingeplant. Da Barry allerdings als Komponist bislang nur Instrumentalstücke bearbeitet hatte, wurde für den Titelsong mit Lionel Bart, der als Musical-Komponist mit seiner Aufführung Oliver! (1960) nach dem Roman Oliver Twist von Charles Dickens erfolgreich war, ein weiterer erfolgreicher junger Komponist engagiert.
Beide Komponisten arbeiteten unter Zeitdruck, da sich die Dreharbeiten durch mehrere Unfälle und Ausfälle verzögerten. Bart hatte den Titelsong im Juli 1963 fertiggestellt und ließ ihn von dem Sänger Johnny De Little einsingen, hatte aber die Entscheidung für einen finalen Sänger noch nicht getroffen. Sein Freund Don Black, der bei späteren Bondfilmen als Liedtexter aktiv werden sollte, schlug ihm Matt Monro als Sänger vor. Aufgrund von dessen Gesangsqualitäten wählte Bart ihn aus und ließ die von Johnnie Spence arrangierte Musik am 1. September und den Gesang zwei Tage später in den Abbey Road Studios in London aufnehmen. Bart manipulierte die Aufnahme des Piano, indem er es in halber Geschwindigkeit und um eine Oktave tiefer aufnahm und danach normal abspielte, um den Sound eines Cembalo zu imitieren. Die Zusammenarbeit zwischen Bart und Barry klappte so gut, dass sie nach dem Bond-Film auch für Man in the Middle kooperierten und Bart bei seinem Rückzug für die Filmmusik des Afrikadramas Zulu Barry als Ersatz vermittelte und diesem damit einen weiteren großen Erfolg bescherte.

## Veröffentlichung und Resonanz

### Veröffentlichung

Britisches Logo des Films From Russia with Love

Der Film hatte am 10. Oktober 1963 Premiere in London. Das Lied ist im Film kurz in einem Transistorradio während einer Bootsfahrt zu hören und dann in voller Länge erst zum Abspann des Films; im Vorspann wurde auf das bekanntere James Bond Theme zurückgegriffen und dies mit dem neu komponierten James Bond is Back sowie mit dem Thema des Titelsongs verwoben. Das Thema von From Russia with Love wird zudem an mehrere Stellen in die Filmmusik eingebaut, vor allem in Tania Meets Klebb, wo die russische Agentin Tatiana „Tanja“ Romanova eingeführt wird, und zusammen mit dem Spectre Theme in Bond Meets Tania, wo James Bond und Romanova zum ersten Mal zusammentreffen. In der deutschen Übersetzung wurde zudem eine auf Deutsch gesungene Version als Die Wolga ist weit ergänzt, gesungen von Ruth Berlé.
Der Soundtrack zum Film erschien im Oktober 1963 mit Erscheinen des Films bei United Artists Records auf LP unter dem Titel From Russia with Love (Original Motion Picture Soundtrack) und der Titelsong zusätzlich als Single und eine EP von Matt Monro bei Parlophone.
Die Single stieg am 16. November 1963 in die britischen Charts ein und erreichte eine Höchstposition auf Platz 20, insgesamt blieb sie 13 Wochen in der Hitparade.
Als Filmmusikklassiker und zusammen mit anderen James-Bond-Liedern erschien From Russia with Love bis in die Gegenwart regelmäßig auf Kompilationsalben.

### Coverversionen
Wie andere James-Bond-Lieder wurde auch From Russia with Love von verschiedenen Orchestern und Künstlern gecovert. So wurde es 2002 etwa von Dieter Reith zusammen mit dem SWR-Rundfunk-Orchester Kaiserslautern im Rahmen eines Albums mit dem Titel The Best of James Bond und 2006 von den Prager Philharmonikern für Bond Royale – The Best Of James Bond aufgenommen. Die Dixieland-Band The Village Stompers hatte mit einer Instrumentalversion im Jahr 1964 einen Erfolg und konnte sich damit in den Billboard Top 100 platzieren. In der Liste der Coverversionen finden sich jedoch auch Überarbeitungen von bekannten Sängern und Sängerinnen wie etwa von Shirley Bassey, die selbst die Bond-Titellieder Goldfinger und Diamonds are Forever sang, Roland Alphonso und The Skatalites für Ska-Umsetzungen oder eine Gesangsumsetzung von Alligatoah.
Zu den Bands und Interpreten, die das Lied in einer Coverversion veröffentlichten, gehören u. a.:
- 1963: Bob Asklof – Bons baisers de Russie (französisch)
- 1964: The Village Stompers – From Russia With Love (instrumental)
- 1964: Ruth Berlé – Die Wolga ist weit (deutsch)[3]
- 1964: Earl Bostic – From Russia With Love
- 1964: Enoch Light & The Command All Stars – From Russia With Love
- 1964: Gary McFarland – From Russia With Love
- 1964: Jimmy McGriff – From Russia With Love (instrumental)
- 1964: Redd Wayne mit Gerry Glenn & His Orchestra – From Russia With Love
- 1965: Bob Asklof – Farväl till Moskva (schwedisch)
- 1965: Acker Bilk with The Leon Young String Chorale – From Russia With Love (instrumental)
- 1965: Bobby Vinton – From Russia With Love
- 1965: Count Basie – From Russia With Love
- 1965: Edmundo Ros & his Orchestra – From Russia With Love
- 1966: Jane Morgan – From Russia With Love
- 1966: Sadao Watanabe – From Russia With Love
- 1967: Ramsey Lewis – From Russia With Love
- 1988: The London Symphony Orchestra mit John Cacavas – From Russia With Love (instrumental)
- 1992: Shirley Bassey – From Russia With Love
- 1997: Natacha Atlas & David Arnold – From Russia With Love
- 1997: Roland Alphonso – From Russia With Love
- 1997: The Royal Philharmonic Orchestra – From Russia With Love (instrumental)
- 1998: The Ventures – From Russia With Love (instrumental)
- 2002: Dieter Reith mit dem SWR-Rundfunk-Orchester Kaiserslautern – From Russia With Love (instrumental)
- 2002: The Skatalites – From Russia With Love
- 2003: Lionsclub feat. Dr. Ring-Ding – From Russia With Love
- 2007: James Harry Orchestra – From Russia With Love
- 2009: Giuliano Palma & The Bluebeaters – From Russia With Love
- 2013: Jaimee Paul – From Russia With Love
- 2013: Michael Hirte – From Russia With Love (instrumental)
- 2018: Alligatoah – From Russia With Love

## Trivia
Bei den Olympischen Sommerspielen 2021 in Japan untersagte das IOK den russischen Synchronschwimmerinnen eine Vorführung zum Song From Russia with Love, da das Wort Russland wegen des im Dezember 2019 von der Antidoping-Agentur Wada verfügten Ausschlusses russischer Athleten von sämtlichen internationalen Wettbewerben in keiner Wettkampfstätte offiziell ausgesprochen werden durfte.